# 薩塞克斯的莉莉貝特公主
薩塞克斯的莉莉貝特公主（英語：Princess Lilibet of Sussex，2021年6月4日—），全名為莉莉貝特·戴安娜（英語：Lilibet Diana），是薩塞克斯公爵哈里王子與夫人梅根的女兒，英王查爾斯三世的孫女，現為英國王位第七順位繼承人。莉莉貝特在曾祖母伊利沙伯二世在位期間出生，並以其在家中的小名「莉莉貝特」命名。

## 出生、家庭與嬰兒時期
莉莉貝特·戴安娜·蒙巴頓-溫莎於2021年6月4日在加利福尼亞州聖巴巴拉的聖巴巴拉小屋醫院出生。她的出生及名字於兩天後公布。她的名字源自其曾祖母伊利沙伯二世（家族暱稱「莉莉貝特」），以及祖母威爾斯王妃戴安娜。她被暱稱為「莉莉」（Lili）她是薩塞克斯公爵與夫人的第二個孩子，有一名兄長阿奇。莉莉貝特是英國王室成員，擁有非裔與歐裔混血血統。她同時持有美國與英國雙重國籍。
2021年12月，莉莉貝特的首張照片透過父母的聖誕賀卡公開。
2022年6月，莉莉貝特隨父母赴倫敦參加伊利沙伯二世登基白金禧紀念期間，首次與曾祖母伊利沙伯二世及祖父查理斯三世（時為威爾斯親王）會面。
2023年3月3日，莉莉貝特於父母家中由洛杉磯主教約翰·H·泰勒主持私人儀式，接受嬰兒洗禮，所屬教派為美國聖公會（普世聖公宗分支）。其教父為美國演員兼喜劇家泰勒·派瑞。
莉莉貝特與家人主要居住於加利福尼亞州蒙特西托。

## 頭銜與稱謂
隨著查理斯三世的即位，莉莉貝特依據1917年喬治五世頒布的制誥，作為君主兒子之女，有權使用「公主」頭銜及「殿下」尊稱。然而，消息來源指出尚不確定她是否會使用該頭銜，並提到並非所有符合資格的王室成員都會選擇使用頭銜。
2023年3月8日，莉莉貝特父母發言人的聲明確認她於數日前受洗，並首次公開使用其「公主」頭銜，聲明中稱她為「莉莉貝特·戴安娜公主」。王室官方網站於2023年3月9日更新，將她稱為「薩塞克斯的莉莉貝特公主」。莉莉貝特將在正式場合使用頭銜，但日常對話中不會使用。

## 外部連結
| 薩塞克斯的莉莉貝特公主 溫莎王朝出生于：2021年6月4日 | 薩塞克斯的莉莉貝特公主 溫莎王朝出生于：2021年6月4日 | 薩塞克斯的莉莉貝特公主 溫莎王朝出生于：2021年6月4日 |
| 頭銜繼承順序                                        | 頭銜繼承順序                                        | 頭銜繼承順序                                        |
| --------------------------------------------------- | --------------------------------------------------- | --------------------------------------------------- |
| 前任者： 薩塞克斯的阿奇王子                         | 英國王位繼承 第七位                                 | 下一順位： 約克公爵                                 |
| 聯合王國排位名單                                    |                                                     |                                                     |
| 前任者： 威爾斯的夏洛特公主                         | 女士 薩塞克斯的莉莉貝特公主                         | 下一順位： 愛丁堡公爵夫人                           |